# Скандал в «Прибалтийской»
Скандал в ленинградской гостинице «Прибалтийская» с участием эстрадной певицы Аллы Пугачёвой произошёл 24 августа 1987 года. Информация об инциденте сразу же проникла в ленинградскую прессу, а затем была растиражирована во многих центральных и даже региональных республиканских и областных периодических изданиях. В результате скандала Пугачёва подверглась резкому остракизму со стороны общества, прессы и Гостелерадио СССР; её песни и выступления были изъяты из теле- и радиоэфиров на несколько месяцев. «Прибалтийский» инцидент стал одним из первых проявлений политики гласности в применении к советской массовой культуре.

## Предыстория
Скандал в гостинице был не первым похожим инцидентом с участием Аллы Пугачёвой. Так, в 1980 году она устроила скандал на съёмках кинофильма «Рецитал», в котором играла главную роль. Пугачёва без объяснения причин порвала пальто ассистента режиссёра и разбила стекло автомобиля киностудии. В результате этого инцидента она была отстранена от съёмок директором Мосфильма Николаем Сизовым. В 1981 году с участием Пугачёвой произошёл инцидент на съёмках телепередачи «Вокруг смеха», когда Пугачёва осталась недовольна качеством операторской работы, высказав недовольство режиссёру: «мои красивые ноги и мои красивые глаза ты снял по-уродски», из-за чего по распоряжению заместителя главного редактора литературно-драматического вещания Гостелерадио Валериана Каландадзе её выступление было изъято из монтажной версии для телеэфира. Однако эти и другие скандалы, случавшиеся с певицей до 1987 года, оставались неизвестными широкой публике.
К 1987 году Пугачёва имела в СССР и за его пределами большую известность и закрепилась как одна из самых популярных певиц советской эстрады. Период творчества певицы, пришедшийся на 1986—1987 годы, ознаменовался сотрудничеством с советским рок-исполнителем Владимиром Кузьминым и западногерманским рок-исполнителем Удо Линденбергом. В этот период певица часто гастролировала в капиталистических странах, таких как Швеция, Финляндия, Норвегия, ФРГ, Бельгия, Италия, Австрия, Нидерланды, Япония, Швейцария. В текстах песен Пугачёвой стали превалировать рок-темы, аранжировки её песен стали выполняться в стиле рок, а сама себя она стала позиционировать в интервью и выступлениях в качестве рок-исполнительницы. Летом 1987 года Пугачёвой и Линденбергом была создана совместная концертная программа «Рок за безъядерный мир к 2000 году». Первые выступления с этой программой прошли 19—21 августа 1987 года в Зелёном театре ЦПКиО им. М. Горького в Москве. После концертов в Москве следующие совместные выступления Пугачёвой и Линденберга были назначены на 25—26 августа и должны были состояться в ленинградском СКК им. В. И. Ленина.

## Ход событий
24 августа 1987 года Пугачёва на автомобиле прибыла из Москвы в Ленинград. Сразу же певица отправилась заселяться в гостиницу «Прибалтийская». За день до этого администратор Пугачёвой Олег Непомнящий забронировал для неё номер класса люкс «10000» в гостинице «Прибалтийская», а также на всякий случай номер в гостинице «Астория». Номер «10000» в гостинице «Прибалтийская» был любимым номером Пугачёвой, в нём она часто останавливалась в прежние годы, когда приезжала на гастроли в Ленинград.
Войдя в гостиницу и обратившись к администратору с просьбой поселить Пугачёву в забронированном номере «10000», Непомнящий получил отказ, объясняемый тем, что этот номер занят. Ему было предложено поселить Пугачёву в аналогичном номере класса люкс «12000». Несмотря на заявления Непомнящего о том, что он бронировал именно «10000», а не «12000», его доводы оказались безрезультатными. Администратор гостиницы объяснил отказ тем, что в бланке заказа стоит именно «12000».
Далее в разговор вмешалась сама Пугачёва, которая попросила предоставить ей номер «10000», поскольку ей должны были туда позвонить. После этого администратор вызвала главного администратора гостиницы Нину Байкову. Байкова стала пренебрежительно высказываться о Пугачёвой и говорить ей, что номер «10000» она не получит. Разговор перешёл на повышенные тона — Пугачёва возмущённо требовала номер «10000», а Байкова назвала эти требования «капризом певички» и пригрозила Пугачёвой, что «найдёт на неё управу». По свидетельству Байковой, требуя свой любимый номер, Пугачёва использовала обсценную лексику. Обе стороны не пришли к консенсусу, и Байкова удалилась в свой кабинет, а Пугачёва была вынуждена поселиться в номере «12000». Вечером того же дня в номер Пугачёвой явился сотрудник 64-го отделения Кировского РУВД в Ленинграде с просьбой дать показания об инциденте.

## Реакция общественности
Уже 26 августа об инциденте впервые сообщила ленинградская пресса. В газете «Ленинградская правда» была опубликована статья Нины Байковой «Столкнулись со „звездой“». В последующие дни об инциденте написали ленинградские газеты «Вечерний Ленинград», «Смена» и другие. В публикации «Вечернего Ленинграда» Пугачёвой также ставилось в упрёк то, что она проигнорировала запланированную пресс-конференцию перед заключительным концертом в Ленинграде того же дня, 26 августа.
Также, 26 августа об инциденте впервые сообщила центральная пресса. В газете «Известия» была опубликована статья Владимира Надеина «Поставим „звезду“ на место?». Вслед за «Известиями» в течение следующих дней об инциденте написали «Комсомольская правда», «Правда», «Советская Россия», «Московский комсомолец», «Советская культура», «Труд», «Вечерняя Москва», «Московские новости», «Неделя» и многие другие центральные периодические издания. Во многих из этих публикаций приводились цитаты из писем с отзывами читателей и предлагаемыми мерами по отношению к Пугачёвой. Среди таких мер предлагались: лишение её звания «Народный артист РСФСР», 5-летний запрет на выступления в СССР, запрет выезда за границу. В некоторых письмах читателей содержались предложения «оторвать язык», «залить рот смолой» и тому подобные.
28 августа об инциденте было сообщено по двум программам Всесоюзного радио.
Также в Госконцерт стали массово приходить телеграммы граждан СССР, особенно ленинградцев.

Отзовите из нашего города Пугачёву. Возмущены её хулиганским поведением и безобразием. Прочитали статью в «Ленинградской правде». Сдаём билеты, не хотим идти на её концерт.
— Группа ленинградцев
В сентябре 1987 года, после вмешательства идеолога Перестройки Александра Яковлева, появились первые оправдательные публикации в поддержку Пугачёвой.

Я тогда разозлился здорово. Пугачёву мне стало просто по-человечески жалко. Я звонил в Ленинград, стыдил людей. Я объяснял им, что мне всё равно — ругалась она там или, может, дралась — но так травить нельзя. По моей инициативе тогда стали появляться ответы в газетах.
— Александр Яковлев, член Политбюро ЦК КПСС
Первая публикация в поддержку Пугачёвой появилась в сентябре 1987 года в газете «Московская правда». Это была статья Шода Муладжанова «„Околозвёздная“ болезнь». В этой статье было опубликовано первое интервью Пугачёвой о произошедшем скандале и восприятии реакции на него прессы. Затем последовали смягчительные публикации в газетах «Советская культура», «Аргументы и факты» и других.
Несмотря на бурную реакцию в обществе относительно скандала и длительное отсутствие записей и выступлений Пугачёвой в эфирах Всесоюзного радио и ЦТ в течение второй половины 1987 года, в январе 1988 года она была названа «Лучшей певицей 1987 года» по версии главного хит-парада СССР «Звуковая дорожка» газеты «Московский комсомолец».

### Список публикаций об инциденте
| Автор публикации | Название публикации                                    | Название издания     | Дата публикации  | Место издания | Ссылки |
| ---------------- | ------------------------------------------------------ | -------------------- | ---------------- | ------------- | ------ |
| Нина Байкова     | Столкнулись со «звездой»                               | Ленинградская правда | 26 августа 1987  | Ленинград     | [ 14 ] |
| Владимир Надеин  | Поставим «звезду» на место?                            | Известия             | 26 августа 1987  | Москва        | [ 15 ] |
| Лев Сидоровский  | «Концерт» в холле отеля                                | Комсомольская правда | 28 августа 1987  | Москва        | [ 16 ] |
| Нина Байкова     | Звезда распоясалась                                    | Советская Россия     | 29 августа 1987  | Москва        | [ 17 ] |
| без автора       | Звездопад                                              | Ленинградская правда | 29 августа 1987  | Ленинград     | [ 18 ] |
| без автора       | Короткой строкой: О передаче материалов в народный суд | Ленинградская правда | 3 сентября 1987  | Ленинград     | [ 19 ] |
| Шод Муладжанов   | Околозвёздная болезнь                                  | Московская правда    | сентябрь 1987    | Москва        | [ 20 ] |
| Михаил Садчиков  | «Москоу-рок» в миноре                                  | Смена                | сентябрь 1987    | Ленинград     | [ 21 ] |
| без автора       | Alla Pugatschowa, 38, singender…                       | Der Spiegel          | 7 сентября 1987  | Гамбург       | [ 22 ] |
| Мариам Игнатьева | Восхождение… к скандалу?                               | Советская культура   | 12 сентября 1987 | Москва        | [ 23 ] |
| без автора       | В суд не явилась                                       | Ленинградская правда | 25 октября 1987  | Ленинград     | [ 24 ] |
| Мариам Игнатьева | От имени и по поручению                                | Советская культура   | 5 декабря 1987   | Москва        | [ 25 ] |
| ?                | Шипы и розы: Размышления о судьбе таланта              | Аргументы и факты    | декабрь 1987     | Москва        | [ 26 ] |

## Реакция Пугачёвой
2 сентября 1987 года Пугачёва с Удо Линденбергом и Владимиром Кузьминым отправилась на гастроли по городам Швейцарии и ФРГ. Ей предстояло дать несколько совместных концертов с Кузьминым и Линденбергом, а также участвовать в ряде сборных фестивальных концертов и сняться на телевидении ФРГ. В интервью 1990-х годов она вспоминала, что во время тех гастролей у неё возникали мысли эмигрировать из СССР. 18 сентября Пугачёва вернулась в Москву. По возвращении из этой гастрольной поездки Пугачёва включила в свой репертуар песни «Уважаемый автор» и «Всё хорошо, ничего не случилось» на стихи Ильи Резника. Текст песни «Уважаемый автор» был написан за несколько лет до этого и «лежал в столе». Песня была неким обращением к журналисту М. Садчикову, написавшему критическую рецензию «Москоу-рок в миноре», освещавшую совместный концерт Пугачёвой и Линденберга. Песня «Всё хорошо, ничего не случилось» была обращением к зрителям и поклонникам.
26—28 сентября, 3—5 октября 1987 года Пугачёва дала сольные концерты в Сочи. Это были первые выступления певицы в СССР после инцидента. На этих концертах Пугачёва представила зрителям 2 новых песни. Исполнение песни «Уважаемый автор» Пугачёва обыгрывала тем, что рвала газеты и разбрасывала обрывки по сцене. Несмотря на продолжавшиеся публикации в центральной прессе о произошедшем скандале, гастроли Пугачёвой в Сочи прошли с успехом и все билеты были проданы. 8 октября 1987 года Пугачёва снялась в клипе на песню «Уважаемый автор» для телепередачи «Взгляд». Однако своевременно этот клип так и не был показан.
27 октября 1987 года певица дала большое интервью Урмасу Отту для телепередачи Эстонского телевидения «Teletutvus» («Телевизионное знакомство»). Большая часть интервью была уделена скандалу. Премьера выпуска телепередачи состоялась 21 ноября 1987 года по Эстонскому ТВ, где интервью было показано в полном объёме хронометражем 1,5 часа. Трансляция по ЦТ состоялась лишь 2 апреля 1988 года, а монтажная версия, показанная по ЦТ, содержала значительные купюры, сделанные самим Оттом и Пугачёвой, и имела хронометраж 30 минут. 6—8 ноября 1987 года Пугачёва приняла участие в сборных концертах в Москве в СК «Олимпийский». Это были первые выступления певицы в Москве после инцидента.  В 1988 году в одном из интервью Пугачёва назвала скандал в «Прибалтийской» перегибом гласности.